# Frank Dobler
Frank Dobler (* 9. Januar 1971 in Landau, Deutschland) ist ein deutscher Sportschütze in den Olympiadisziplinen Luftgewehr- und Kleinkaliberschießen.
Dobler ist mehrfacher Welt- und Europameister (Einzel- und Mannschaft) im olympischen Luftgewehrwettbewerb, der 2008 seine internationale Laufbahn beendete. Bei den Deutschen Meisterschaften 2011 wurde er erstmals in seiner Karriere disqualifiziert.
Dobler ist Träger des Silbernen Lorbeerblatts.